# Mexicaans voetbalelftal in 2011
Het Mexicaans voetbalelftal  speelde in totaal negentien interlands in het jaar 2011. Tien wedstrijden waren vriendschappelijk, de rest werd gespeeld in de Copa América of de CONCACAF Gold Cup. De selectie stond onder leiding van José Manuel de la Torre. Op de FIFA-wereldranglijst steeg Mexico in 2011 van de 27e (januari 2011) naar de 21ste plaats (december 2011).

## Balans
| Wedstrijden | Wedstrijden | Wedstrijden | Wedstrijden | Doelpunten | Doelpunten | Doelpunten |
| Gespeeld    | Winst       | Gelijk      | Verlies     | Voor       | Tegen      | Saldo      |
| ----------- | ----------- | ----------- | ----------- | ---------- | ---------- | ---------- |
| 19          | 11          | 4           | 4           | 39         | 15         | +24        |

## Interlands
|                                                       |                                             |       |                |                                                          |
| 9 februari Vriendschappelijk № 764 «onderlinge duels» | Mexico                                      | 2 – 0 | Bosnië en Her. | Georgia Dome, Atlanta Scheidsrechter: Jair Marrufo (USA) |
| 9 februari Vriendschappelijk № 764 «onderlinge duels» | Miralem Pjanić 48' (e.d.) Édgar Pacheco 54' |       |                | Georgia Dome, Atlanta Scheidsrechter: Jair Marrufo (USA) |

|                                                     |                                                              |       |                      |                                                          |
| 26 maart Vriendschappelijk № 765 «onderlinge duels» | Mexico                                                       | 3 – 1 | Paraguay             | McAfee Coliseum, Oakland Scheidsrechter: Paul Ward (CAN) |
| 26 maart Vriendschappelijk № 765 «onderlinge duels» | Javier Hernández 6' Andrés Guardado 28' Javier Hernández 34' |       | 87' Cristian Riveros | McAfee Coliseum, Oakland Scheidsrechter: Paul Ward (CAN) |

|                                                     |                    |       |                         |                                                                   |
| 29 maart Vriendschappelijk № 766 «onderlinge duels» | Mexico             | 1 – 1 | Venezuela               | Qualcomm Stadium, San Diego Scheidsrechter: Ricardo Salazar (USA) |
| 29 maart Vriendschappelijk № 766 «onderlinge duels» | Aldo de Nigris 62' |       | 76' Oswaldo Vizcarrondo | Qualcomm Stadium, San Diego Scheidsrechter: Ricardo Salazar (USA) |

|                                                   |                      |       |                    |                                                                                 |
| 28 mei Vriendschappelijk № 767 «onderlinge duels» | Mexico               | 1 – 1 | Ecuador            | Qwest Field, Seattle Toeschouwers: 50.305 Scheidsrechter: Edvin Jurisevic (USA) |
| 28 mei Vriendschappelijk № 767 «onderlinge duels» | Jorge Torres Nilo 7' |       | 37' Michael Arroyo | Qwest Field, Seattle Toeschouwers: 50.305 Scheidsrechter: Edvin Jurisevic (USA) |

|                                                   |                                                                  |       |               |                                                                                            |
| 1 juni Vriendschappelijk № 768 «onderlinge duels» | Mexico                                                           | 3 – 0 | Nieuw-Zeeland | Invesco Field at Mile High, Denver Toeschouwers: 45.401 Scheidsrechter: Terry Vaughn (USA) |
| 1 juni Vriendschappelijk № 768 «onderlinge duels» | Giovani Dos Santos 22' Giovani Dos Santos 30' Aldo de Nigris 43' |       |               | Invesco Field at Mile High, Denver Toeschouwers: 45.401 Scheidsrechter: Terry Vaughn (USA) |

| CONCACAF Gold Cup 2011 |
| ---------------------- |

|                                          |                                                                              |       |             |                                                                                      |
| 5 juni Gold Cup № 769 «onderlinge duels» | Mexico                                                                       | 5 – 0 | El Salvador | Cowboys Stadium, Dallas Toeschouwers: 80.108 Scheidsrechter: Enrico Wijngaarde (SUR) |
| 5 juni Gold Cup № 769 «onderlinge duels» | Efraín Juárez 55' Aldo de Nigris 58' Javier Hernández 60', 67', 90+5' (pen.) |       |             | Cowboys Stadium, Dallas Toeschouwers: 80.108 Scheidsrechter: Enrico Wijngaarde (SUR) |

|                                          |      |                                                                          |        |                                                                                                 |
| 9 juni Gold Cup № 770 «onderlinge duels» | Cuba | 0 – 5                                                                    | Mexico | Bank of America Stadium, Charlotte Toeschouwers: 46.012 Scheidsrechter: Courtney Campbell (JAM) |
| 9 juni Gold Cup № 770 «onderlinge duels» |      | 36', 76' Javier Hernández 63', 68' Giovani dos Santos 65' Aldo de Negris |        | Bank of America Stadium, Charlotte Toeschouwers: 46.012 Scheidsrechter: Courtney Campbell (JAM) |

|                                           |                                                               |       |                 |                                                                                  |
| 12 juni Gold Cup № 771 «onderlinge duels» | Mexico                                                        | 4 – 1 | Costa Rica      | Soldier Field, Chicago Toeschouwers: 62.000 Scheidsrechter: Roberto Moreno (PAN) |
| 12 juni Gold Cup № 771 «onderlinge duels» | Rafael Márquez 17' Andrés Guardado 19', 26' Pablo Barrera 38' |       | 69' Marco Ureña | Soldier Field, Chicago Toeschouwers: 62.000 Scheidsrechter: Roberto Moreno (PAN) |

|                                           |                                         |       |                | |
| 18 juni Gold Cup № 772 «onderlinge duels» | Mexico                                  | 2 – 1 | Guatemala      | New Meadowlands Stadium, East Rutherford Toeschouwers: 78.807 Scheidsrechter: Courtney Campbell (JAM) |
| 18 juni Gold Cup № 772 «onderlinge duels» | Aldo de Nigris 46' Javier Hernández 66' |       | 5' Carlos Ruiz | New Meadowlands Stadium, East Rutherford Toeschouwers: 78.807 Scheidsrechter: Courtney Campbell (JAM) |

|                                           |          |                                         |        |                                                                                  |
| 22 juni Gold Cup № 773 «onderlinge duels» | Honduras | 0 – 2 (nv)                              | Mexico | Reliant Stadium, Houston Toeschouwers: 70.627 Scheidsrechter: Walter López (GUA) |
| 22 juni Gold Cup № 773 «onderlinge duels» |          | 93' Aldo de Nigris 99' Javier Hernández |        | Reliant Stadium, Houston Toeschouwers: 70.627 Scheidsrechter: Walter López (GUA) |

|                                           |                                       |       |                                                                                |                                                                             |
| 25 juni Gold Cup № 774 «onderlinge duels» | Verenigde Staten                      | 2 – 4 | Mexico                                                                         | Rose Bowl, Pasadena Toeschouwers: 93.420 Scheidsrechter: Joel Aguilar (ESA) |
| 25 juni Gold Cup № 774 «onderlinge duels» | Michael Bradley 8' Landon Donovan 23' |       | 29' Pablo Barrera 36' Andrés Guardado 50' Pablo Barrera 76' Giovani Dos Santos | Rose Bowl, Pasadena Toeschouwers: 93.420 Scheidsrechter: Joel Aguilar (ESA) |

| Copa América 2011 |
| ----------------- |

|                                              |                                      |       |                   |                                                                                           |
| 4 juli Copa América № 775 «onderlinge duels» | Chili                                | 2 – 1 | Mexico            | Estadio Malvinas Argentinas, Mendoza Toeschouwers: 25.000 Scheidsrechter: Juan Soto (VEN) |
| 4 juli Copa América № 775 «onderlinge duels» | Esteban Paredes 67' Arturo Vidal 73' |       | 41' Néstor Araujo | Estadio Malvinas Argentinas, Mendoza Toeschouwers: 25.000 Scheidsrechter: Juan Soto (VEN) |

|                                              |                         |       |        |                                                                                                 |
| 8 juli Copa América № 776 «onderlinge duels» | Peru                    | 1 – 0 | Mexico | Estadio Malvinas Argentinas, Mendoza Toeschouwers: 45.000 Scheidsrechter: Sergio Pezzotta (ARG) |
| 8 juli Copa América № 776 «onderlinge duels» | José Paolo Guerrero 82' |       |        | Estadio Malvinas Argentinas, Mendoza Toeschouwers: 45.000 Scheidsrechter: Sergio Pezzotta (ARG) |

|                                               |                    |       |        |                                                                                             |
| 12 juli Copa América № 777 «onderlinge duels» | Uruguay            | 1 – 0 | Mexico | Estadio Ciudad de La Plata, La Plata Toeschouwers: 35.000 Scheidsrechter: Raúl Orosco (BOL) |
| 12 juli Copa América № 777 «onderlinge duels» | Álvaro Pereira 14' |       |        | Estadio Ciudad de La Plata, La Plata Toeschouwers: 35.000 Scheidsrechter: Raúl Orosco (BOL) |

|                                                        |                   |       |                   |                                                                                                |
| 10 augustus Vriendschappelijk № 778 «onderlinge duels» | Verenigde Staten  | 1 – 1 | Mexico            | Lincoln Financial Field, Philadelphia Toeschouwers: 30.132 Scheidsrechter: Raymond Bogle (JAM) |
| 10 augustus Vriendschappelijk № 778 «onderlinge duels» | Robbie Rogers 73' |       | 17' Oribe Peralta | Lincoln Financial Field, Philadelphia Toeschouwers: 30.132 Scheidsrechter: Raymond Bogle (JAM) |

|                                                        |                  |       |                      |                                                                                                 |
| 2 september Vriendschappelijk № 779 «onderlinge duels» | Polen            | 1 – 1 | Mexico               | Stadion Wojska Polskiego, Warschau Toeschouwers: 18.000 Scheidsrechter: Alexandru Deaconu (ROE) |
| 2 september Vriendschappelijk № 779 «onderlinge duels» | Paweł Brożek 27' |       | 35' Javier Hernández | Stadion Wojska Polskiego, Warschau Toeschouwers: 18.000 Scheidsrechter: Alexandru Deaconu (ROE) |

|                                                        |                     |       |       | |
| 4 september Vriendschappelijk № 780 «onderlinge duels» | Mexico              | 1 – 0 | Chili | Estadi Cornellà-El Prat, Cornellà de Llobregat Toeschouwers: 7.210 Scheidsrechter: César Muñiz Fernández (ESP) |
| 4 september Vriendschappelijk № 780 «onderlinge duels» | Andrés Guardado 73' |       |       | Estadi Cornellà-El Prat, Cornellà de Llobregat Toeschouwers: 7.210 Scheidsrechter: César Muñiz Fernández (ESP) |

|                                                       |                       |       |                            |                                                                         |
| 12 oktober Vriendschappelijk № 781 «onderlinge duels» | Mexico                | 1 – 2 | Brazilië                   | Corona, Torreón Toeschouwers: 30.000 Scheidsrechter: Marlon Mejia (ESA) |
| 12 oktober Vriendschappelijk № 781 «onderlinge duels» | David Luiz 10' (e.d.) |       | 79' Ronaldinho 84' Marcelo | Corona, Torreón Toeschouwers: 30.000 Scheidsrechter: Marlon Mejia (ESA) |

|                                                        |                                               |       |        |                                                                                               |
| 11 november Vriendschappelijk № 782 «onderlinge duels» | Mexico                                        | 2 – 0 | Servië | La Corregidora, Santiago de Querétaro Toeschouwers: 34.000 Scheidsrechter: Walter López (GUA) |
| 11 november Vriendschappelijk № 782 «onderlinge duels» | Carlos Salcido 3' Javier Hernández 89' (pen.) |       |        | La Corregidora, Santiago de Querétaro Toeschouwers: 34.000 Scheidsrechter: Walter López (GUA) |

## FIFA-wereldranglijst
| JAN | FEB | MAR | APR | MEI | JUN | JUL | AUG | SEP | OKT | NOV | DEC |
| --- | --- | --- | --- | --- | --- | --- | --- | --- | --- | --- | --- |
| 27  | 27  | 27  | 26  | 28  | 9   | 20  | 20  | 20  | 22  | 20  | 21  |

## Statistieken
| Alfredo Talavera           | 1982-09-18 | Deportivo Toluca FC  | 8  | 1 | 0  |
| Guillermo Ochoa            | 1985-07-13 | AC Ajaccio           | 6  | 0 | 0  |
| Luis Ernesto Michel        | 1979-07-21 | CD Guadalajara       | 3  | 0 | 0  |
| José de Jesús Corona       | 1981-01-26 | Cruz Azul            | 1  | 0 | 0  |
| Oswaldo Sánchez            | 1973-09-21 | Santos Laguna        | 1  | 0 | 0  |
| Verdediging                |            |                      |    |   |    |
| Carlos Salcido             | 1980-04-02 | Fulham FC            | 14 | 1 | 1  |
| Héctor Moreno              | 1988-01-17 | RCD Espanyol         | 13 | 1 | 0  |
| Efraín Juárez              | 1988-02-22 | Club América         | 12 | 1 | 1  |
| Rafael Márquez             | 1979-02-13 | Red Bull New York    | 10 | 1 | 1  |
| Francisco Javier Rodríguez | 1981-10-20 | VfB Stuttgart        | 8  | 1 | 0  |
| Paúl Aquilar               | 1986-03-06 | Club América         | 4  | 3 | 0  |
| Héctor Reynoso             | 1980-10-03 | CD Guadalajara       | 3  | 1 | 0  |
| Néstor Araujo              | 1991-08-29 | Cruz Azul            | 3  | 0 | 1  |
| Hiram Mier                 | 1989-08-25 | CF Monterrey         | 3  | 0 | 0  |
| Jorge Torres Nilo          | 1988-01-16 | Club Tigres          | 2  | 5 | 1  |
| Ricardo Osorio             | 1980-03-30 | CF Monterrey         | 2  | 0 | 0  |
| Edgar Dueñas               | 1983-03-05 | Deportivo Toluca FC  | 1  | 2 | 0  |
| Sergio Pérez               | 1986-10-13 | CF Monterrey         | 1  | 2 | 0  |
| Miguel Ángel Ponce         | 1989-04-12 | CD Guadalajara       | 1  | 1 | 0  |
| Efraín Velarde             | 1986-04-18 | Pumas UNAM           | 1  | 0 | 0  |
| Jonny Maggalón             | 1981-11-21 | CD Guadalajara       | 0  | 1 | 0  |
| Middenveld                 |            |                      |    |   |    |
| Pablo Barrera              | 1987-06-21 | Real Zaragoza        | 15 | 1 | 3  |
| Andrés Guardado            | 1986-09-28 | Deportivo La Coruña  | 14 | 1 | 5  |
| Israel Castro              | 1980-12-20 | Pumas UNAM           | 13 | 2 | 0  |
| Gerardo Torrado            | 1979-04-30 | Cruz Azul            | 13 | 1 | 0  |
| Antonio Naelson            | 1976-05-23 | Deportivo Toluca FC  | 4  | 2 | 0  |
| Dárvin Chávez              | 1989-11-21 | CF Monterrey         | 3  | 0 | 0  |
| Jorge Enríquez             | 1991-01-08 | CD Guadalajara       | 3  | 0 | 0  |
| Jésus Zavala               | 1987-07-21 | CF Monterrey         | 2  | 4 | 0  |
| Javier Aquino              | 1990-02-11 | Cruz Azul            | 2  | 2 | 0  |
| Ángel Reyna                | 1984-09-19 | Club América         | 0  | 3 | 0  |
| Luis Miguel Noriega        | 1985-04-17 | Monarcas Morelia     | 1  | 1 | 0  |
| Ángel Reyna                | 1984-09-19 | CF Monterrey         | 1  | 4 | 0  |
| Édgar Pacheco              | 1990-01-22 | Club Tigres          | 1  | 3 | 1  |
| Christian Bermúdez         | 1987-04-26 | Club América         | 1  | 2 | 0  |
| Luis Ernesto Pérez         | 1981-01-12 | CF Monterrey         | 1  | 2 | 0  |
| Jésus Molina               | 1988-03-29 | Club América         | 1  | 1 | 0  |
| Adrián Aldrete             | 1988-06-14 | Monarcas Morelia     | 1  | 0 | 0  |
| Edgar Aldrade              | 1988-03-02 | Jaguares de Chiapas  | 0  | 2 | 0  |
| Néstor Calderón            | 1989-02-14 | Deportivo Toluca FC  | 0  | 2 | 0  |
| Omar Arellano              | 1987-06-18 | CD Guadalajara       | 0  | 1 | 0  |
| Aanval                     |            |                      |    |   |    |
| Giovani dos Santos         | 1989-05-11 | Tottenham Hotspur FC | 15 | 4 | 5  |
| Javier Hernández           | 1988-06-01 | Manchester United FC | 12 | 1 | 12 |
| Aldo de Nigris             | 1983-07-22 | CF Monterrey         | 3  | 9 | 6  |
| Rafael Márquez Lugo        | 1981-11-02 | Monarcas Morelia     | 3  | 0 | 0  |
| Oribe Peralta              | 1984-01-12 | Santos Laguna        | 1  | 5 | 1  |
| Elías Hernández            | 1988-04-29 | Club Tigres          | 0  | 3 | 0  |
| José María Cárdenas        | 1985-04-02 | Club América         | 0  | 1 | 0  |
| Carlos Vela                | 1989-03-01 | Real Sociedad        | 0  | 1 | 0  |

FMF · A-internationals · Selecties · Bondscoaches · Statistieken · Mexicaans vrouwenelftal · Olympisch elftal · Mexico U21 · Mexico U20 · Mexico U19 · Mexico U18 · Mexico U17
1920 – 1949 ·
1950 – 1969 ·
1970 – 1979 ·
1980 – 1989 ·
1990 – 1999 ·
2000 – 2009 ·
2010 – 2019 ·
2020 – 2029
Copa América 1993 ·
Copa América 1995 ·
Copa América 1997 ·
Copa América 1999 ·
Copa América 2001 ·
Copa América 2004 ·
Copa América 2007 ·
Copa América 2011 ·
Copa América 2015 · 
Copa América 2016
WK 1930 ·
WK 1950 ·
WK 1954 ·
WK 1958 ·
WK 1962 ·
WK 1966 ·
WK 1970 ·
WK 1978 ·
WK 1986 ·
WK 1994 ·
WK 1998 ·
WK 2002 ·
WK 2006 ·
WK 2010 ·
WK 2014 · 
WK 2018
OS 1928 ·
OS 1948 ·
OS 1964 ·
OS 1968 ·
OS 1972 ·
OS 1976 ·
OS 1992 ·
OS 1996 ·
OS 2004 ·
OS 2012 ·
OS 2016 ·
OS 2020
1923 ·
1924–1927 ·
1928 ·
1929 ·
1930 ·
1931–1933 ·
1934 ·
1935 ·
1936 ·
1937 ·
1938 ·
1939–1946 ·
1947 ·
1948 ·
1949 ·
1950 ·
1951 ·
1952 ·
1953 ·
1954 ·
1955 ·
1956 ·
1957 ·
1958 ·
1959 ·
1960 ·
1961 ·
1962 ·
1963 ·
1964 ·
1965 ·
1966 ·
1967 ·
1968 ·
1969 ·
1970 · 
1971 · 
1972 · 
1973 · 
1974 · 
1975 · 
1976 · 
1977 · 
1978 · 
1979 · 
1980 · 
1981 · 
1982 · 
1983 · 
1984 · 
1985 · 
1986 · 
1987 · 
1988 · 
1989 · 
1990 · 
1991 · 
1992 · 
1993 · 
1994 · 
1995 · 
1996 · 
1997 · 
1998 · 
1999 · 
2000 · 
2001 · 
2002 · 
2003 · 
2004 · 
2005 · 
2006 · 
2007 · 
2008 · 
2009 · 
2010 · 
2011 · 
2012 · 
2013 · 
2014 · 
2015 · 
2016 ·
2017 ·
2018 ·
2019 ·
2020 ·
2021 ·
2022 ·
2023
Albanië ·
Algerije ·
Angola ·
Argentinië ·
Australië ·
België ·
Belize ·
Bermuda ·
Bolivia ·
Bosnië en Herzegovina ·
Brazilië ·
Bulgarije ·
Canada ·
Chili ·
China ·
Colombia ·
Congo-Kinshasa ·
Costa Rica ·
Cuba ·
Curaçao ·
DDR ·
Denemarken ·
Dominica ·
Dominicaanse Republiek ·
Duitsland ·
Ecuador ·
Egypte ·
El Salvador ·
Engeland ·
Estland ·
Fiji ·
Finland ·
Frankrijk ·
Gambia ·
Ghana ·
Griekenland ·
Guatemala ·
Guyana ·
Haïti ·
Honduras ·
Hongarije ·
Ierland ·
IJsland ·
Irak ·
Iran ·
Israël ·
Italië ·
Ivoorkust ·
Jamaica ·
Japan ·
Joegoslavië ·
Kameroen ·
Kroatië ·
Liberia ·
Luxemburg ·
Marokko ·
Martinique ·
Nederland ·
Nederlandse Antillen ·
Nicaragua ·
Nieuw-Zeeland ·
Nigeria ·
Noord-Ierland ·
Noord-Korea ·
Noorwegen ·
Oekraïne ·
Oezbekistan ·
Panama ·
Paraguay ·
Peru ·
Polen ·
Portugal ·
Qatar ·
Roemenië ·
Rusland ·
Saint Kitts en Nevis ·
Saint Vincent en de Grenadines ·
Saoedi-Arabië ·
Schotland ·
Senegal ·
Servië ·
Slovenië ·
Slowakije ·
Sovjet-Unie ·
Spanje ·
Suriname ·
Trinidad en Tobago ·
Tsjechië ·
Tsjecho-Slowakije ·
Tunesië ·
Turkije ·
Uruguay ·
Venezuela ·
Verenigde Staten ·
Wales ·
Wit-Rusland ·
Zuid-Afrika ·
Zuid-Korea ·
Zweden ·
Zwitserland
Angola (2006) ·
Argentinië (2006) ·
Brazilië (1999) ·
Brazilië (2014) ·
Brazilië (2018) ·
Duitsland (2018) ·
Frankrijk (2010) ·
Iran (2006) ·
Kameroen (2014) ·
Kroatië (2014) ·
Nederland (2014) ·
Portugal (2006) ·
Uruguay (2010) ·
Zuid-Afrika (2010) ·
Zuid-Korea (2018) ·
Zweden (2018)